# Jeanne Labourbe
Jeanne Marie Labourbe (1877 - 1919) est une militante bolchévique française qui a participé activement à la Révolution d'Octobre. Elle est considérée, comme l'une des premières communistes française. Elle meurt en mars 1919 à Odessa, exécutée par des soldats d'un corps expéditionnaire français envoyé pour porter assistance aux Russes blancs.

## Biographie
Jeanne Labourbe naît à Lapalisse, une petite ville du sud-est de l'Allier où elle travaille très tôt dans une blanchisserie. Fille de Claude Labourbe, ouvrier terrassier, et de Marie Labbé, journalière, elle est le troisième enfant d'une fratrie de cinq membres. Depuis le sanglant soulèvement de La Palisse contre le coup d'État du 2 décembre 1851 fomenté par le prince-président  Louis-Napoléon Bonaparte, un fort sentiment de républicanisme et de justice sociale s'était profondément enraciné dans le pays. L'incroyable engagement politique de son compatriote Louis-Simon Dereure, qui fut l'un des leader de la 1re Association internationale des travailleurs et membre de la Commune de Paris, inspira t-il la trajectoire idéologique hors norme de l'humble repasseuse ?
En 1896, à l'âge de 19 ans, Jeanne repère une offre d'emploi pour être lectrice de français en Pologne, qui fait alors partie de l'Empire russe. Elle décide d'y partir et est embauchée comme gouvernante et lectrice de français au sein d'une famille de la bourgeoisie polonaise de Tomaszów Mazowiecki.
Après un court séjour en France, revenue en Pologne, elle s'initie au marxisme avec l'aide de la famille d'un déporté politique et fait la connaissance de Rosa Luxemburg et Félix Dzerjinski.

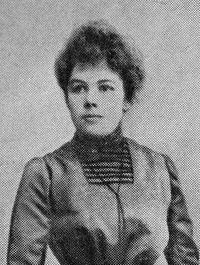
Portrait photographique de Jeanne Labourbe vers 1918.

Elle adhère au Parti ouvrier social-démocrate de Russie au moment de la Révolution de 1905. Expulsée de Pologne fin 1905, elle revient en France puis regagne la Russie où elle devient institutrice.
En 1917, elle participe de façon active à la Révolution d'Octobre et fonde le 30 août 1918 le 1er Groupe communiste français de Moscou aux côtés de Jacques Sadoul, de Pierre Pascal et d'Inès Armand.
Soutien aux idéaux des contre-révolutionnaires russes, la France, par décision de Georges Clemenceau alors président du Conseil, fait envoyer courant 1918 au port d'Odessa une escadre de sa flotte maritime afin de réprimer militairement la propagation des mutineries de la mer Noire.
Lorsqu'elle apprend le débarquement, le 18 décembre 1918, des troupes françaises à Odessa, Jeanne Labourbe se porte volontaire pour rejoindre la ville portuaire afin d'y mener une politique de propagande et de défense de la révolution bolchevique en direction des marins et soldats français. Elle y fait notamment paraître le bulletin Le Communiste, rédigé en français. Mais la ville d'Odessa était déjà tombée sous le contrôle des Russes blancs.
Dans la nuit du 1er au 2 mars 1919, selon le récit d'un témoin, un communiste serbe du nom de Radkov, qui réussit à s'échapper, Jeanne Labourbe est arrêtée par des militaires russes et français dans son appartement, avec plusieurs autres personnes présentes. L'appartement est mis à sac, ses occupants, plusieurs de ses camarades du groupe communiste français à Moscou, emmenés à la Sûreté militaire, torturés puis traînés jusqu'au cimetière juif pour y être abattus à coups de revolver. Aussitôt connue, cette tragique exécution fit l'objet dans la Pravda de la parution suivante :
« Le Groupe Communiste Français, fait part aux camarades de la mort tragique de sa secrétaire JEANNE LABOURBE, fusillée le 2 mars à Odessa par les mercenaires du commandement français. Gloire éternelle à la camarade tombée courageusement à son poste révolutionnaire. »
Au cours des années 1920, les raisons de l'atrocité de l'assassinat politique subi par la militante Jeanne Labourbe restèrent très troubles et furent intentionnellement occultées par la contre-propagande officielle française. Le Populaire de Paris, dont le directeur littéraire était alors Henri Barbusse, fait paraître le 29 février 2020 un récit de l'exécution de Jeanne Labourbe et de son entourage qui confirme celui de Radkov. Dans un article nécrologique paru dans la Pravda du 25 mars 1919, on pouvait lire sous la plume du camarade russe Niourine, qui fut l'un des témoins du drame, la cinglante diatribe suivante :
« Le prolétariat français immortalisera ce nom honoré de la première communiste française qui sut lutter pour la révolution. »
Après seize mois passés dans l'URSS, l'écrivain franco-roumain Panaït Istrati, surnommé le Gorki des Balkans, revenu complètement désillusionné du régime communiste et soviétique mis en place et irrémédiablement brouillé avec Romain Rolland, écrivit fin 1929 dans un ouvrage politique emblématique et intitulé Vers l'Autre Flamme, ces quelques lignes particulièrement révélatrices :
« Je dois à un ouvrier roumain l'horrible récit de l'assassinat par les troupes blanches de l'institutrice française Jeanne Labourbe, crime, entre mille autres, dont le prolétariat et les instituteurs français doivent un jour demander compte aux impérialistes de leur pays. »

## Hommages
Plusieurs villes françaises ont donné le nom de Jeanne Labourbe à une rue ou une école : Lapalisse, Saint-Pierre-des-Corps, Fleury-les-Aubrais, Vierzon, Varennes-Vauzelles (Nièvre), Saint-Martin-d'Hères, Tremblay-en-France, Lanester (Morbihan), Montluçon, Fontaine (Isère), Saran, Vénissieux, Saint-Vallier (Saône-et-Loire), Juvisy-sur-Orge, Montataire, etc.